# 8,8 cm SK C/35
8,8 cm SK C/35 je bil nemški ladijski top, ki ga je uporabljala nemška vojna mornarica med drugo svetovno vojno.

## Opis
Top je tehtal 776 kg in meril 3,985 m v dolžino, za ležišče je imel navpično drseč blok. 2,82-kilogramski pogonski naboj je izstrelil 9-kilogramski projektil z izstopno hitrostjo 700 m/s. Premer projektilov je bil 88 mm, kar ustreza kalibru 45. Pričakovana življenjska doba je bila 12.000 strelov s polno močjo.

### Strelivo
Uporabljal je fiksen tip streliva s celotno težo 15 kg (33 lb) in dolžino projektila približno 355 mm (14,0 in). Streljal je lahko naslednje tipe projektilov:
- protioklepne (AP) - 102 kg (225 lb)
- visokoeksplozivne (HE) - 9 kg (20 lb)
- osvetljevalne (ILLUM) - 94 kg (207 lb)

Visokoeksplozivni projektil je imel izstopno hitrost 700 m/s.

## Uporaba

### Kot ladijski top
To je bil standardni krovni top, nameščen pred poveljniškim stolpom nemških podmornic razreda VII, le na nekaterih je bil nadomeščen s 8,8 cm SK C/30 za zračno obrambo. SK C/35 je bil skonstruiran po meri prototipnih podmornic VIIA s prostorom za 220 kosov streliva. V zgodnjih letih vojne so jih poveljniki uporabljali za zastraševanje posadk trgovskih ladij v predajo ali potapljanje ladij, ki so jih poškodovala torpeda. Kasneje se je njihov pomen zmanjšal, ko so zavezniki pričeli uporabljati oborožene trgovske ladje in jih združevati v varovane konvoje. Zato so nekatere odstranili s podmornic in jih namestili na minolovce ali lovce na podmornice.